# 콰메 킬패트릭
콰메 킬패트릭(Kwame Kilpatrick, 본명: 콰메 말릭 킬패트릭, Kwame Malik Kilpatrick, 1970년 6월 8일 ~ )은 미국의 정치인이자 사기꾼이자 공갈범으로 유죄 판결을 받은 사람으로, 이전에 2002년부터 2008년까지 디트로이트의 제72대 시장을 역임했다. 1997년부터 2002년까지 미시간 하원 의원을 역임했다. 킬패트릭은 위증 및 사법 방해 혐의로 유죄 판결을 받은 후 2008년 9월 시장직을 사임했다. 그는 징역 4개월을 선고받고 99일간 복역한 뒤 집행유예로 풀려났다.
2010년 5월, 킬패트릭은 보호관찰 위반 혐의로 주 교도소에서 18개월에서 5년 형을 선고받았으며, 미시간 북서부에 있는 오크스 교정 시설에서 복역했다. 2013년 3월, 그는 우편 사기, 전신 사기, 공갈 등 24개 연방 중범죄로 유죄 판결을 받았다. 2013년 10월, 킬패트릭은 연방 교도소에서 28년형을 선고받고 오클라호마 주 엘 리노에 있는 연방 교정 기관에 수감되었다. 2021년 1월, 도널드 트럼프 대통령은 336개월의 형기 중 76개월을 복역한 후 감형했다.

## 역대 선거 결과
| 선거명      | 직책명                      | 대수 | 정당   | 득표율 | 득표수    | 결과 | 당락                 |
| ----------- | --------------------------- | ---- | ------ | ------ | --------- | ---- | -------------------- |
| 1996년 선거 | 하원의원 (미시간 제9선거구) | 89대 | 민주당 | 95.34% | 20,800표  | 1위  | 미시간 주의원 당선   |
| 1998년 선거 | 하원의원 (미시간 제9선거구) | 90대 | 민주당 | 95.40% | 15,877표  | 1위  | 미시간 주의원 당선   |
| 2000년 선거 | 하원의원 (미시간 제9선거구) | 91대 | 민주당 | 96.02% | 19,893표  | 1위  | 미시간 주의원 당선   |
| 2001년 선거 | 디트로이트 시장             | 72대 | 무소속 | 54.18% | 104,287표 | 1위  | 디트로이트 시장 당선 |
| 2005년 선거 | 디트로이트 시장             | 72대 | 무소속 | 53.14% | 123,140표 | 1위  | 디트로이트 시장 당선 |